# Jeździectwo na Letnich Igrzyskach Olimpijskich 1968
Jeździectwo na Letnich Igrzyskach Olimpijskich 1968 w Meksyku rozgrywane było w dniach 18–21 października. W zawodach wzięło udział 125 jeźdźców, w tym 22 kobiety, z 18 krajów.

## Medaliści
| Konkurencja                            | Złoto | Srebro | Brąz |
| Ujeżdżenie – indywidualnie             | ZSRR · Iwan Kizimow na koniu Ikhor                                                                                         | RFN · Josef Neckermann na koniu Mariano                                                                                   | RFN · Reiner Klimke na koniu Dux                                                                                          |
| Ujeżdżenie – drużynowo                 | RFN · Josef Neckermann na koniu Mariano · Reiner Klimke na koniu Dux · Liselott Linsenhoff na koniu Piaff                  | ZSRR · Jelena Pietuszkowa na koniu Pepel · Iwan Kizimow na koniu Ikhor · Iwan Kalita na koniu Absent                      | Szwajcaria · Henri Chammartin na koniu Wolfdietrich · Marianne Gossweiler na koniu Stephan · Gustav Fischer na koniu Wald |
| WKKW – indywidualnie                   | Francja · Jean-Jacques Guyon na koniu Pitou                                                                                | Wielka Brytania · Derek Allhusen na koniu Lochinvar                                                                       | Stany Zjednoczone · Michael Page na koniu Foster                                                                          |
| WKKW – drużynowo                       | Wielka Brytania · Derek Allhusen na koniu Lochinvar · Richard Meade na koniu Cornishman V · Ben Jones na koniu The Poacher | Stany Zjednoczone · Michael Page na koniu Foster · James Wofford na koniu Kilkenny · Michael Plumb na koniu Plain Sailing | Australia · Wayne Roycroft na koniu Zhivago · Brien Cobcroft na koniu Depeche · Bill Roycroft na koniu Warrathoola        |
| Skoki przez przeszkody – indywidualnie | Stany Zjednoczone · William Steinkraus na koniu Snowbound                                                                  | Wielka Brytania · Marion Coakes na koniu Stroller                                                                         | Wielka Brytania · David Broome na koniu Mr. Softee                                                                        |
| Skoki przez przeszkody – drużynowo     | Kanada · James Day na koniu Canadian Club · Thomas Gayford na koniu Big Dee · Jim Elder na koniu The Immigrant             | Francja · Jean Rozier na koniu Quo Vadis · Janou Lefèbvre na koniu Rocket · Pierre Jonquères d’Oriola na koniu Nagir      | RFN · Hermann Schridde na koniu Dozent II · Alwin Schockemöhle na koniu Donald Rex · Hans Günter Winkler na koniu Enigk   |

## Klasyfikacja medalowa
| Lp. | Państwo         |   |   |   | Razem |
| --- | --------------- | - | - | - | ----- |
| 1.  | Wielka Brytania | 1 | 2 | 1 | 4     |
| 2.  | RFN             | 1 | 1 | 2 | 4     |
| 3.  | USA             | 1 | 1 | 1 | 3     |
| 4.  | Francja         | 1 | 1 | 0 | 2     |
| 4.  | ZSRR            | 1 | 1 | 0 | 2     |
| 6.  | Kanada          | 1 | 0 | 0 | 1     |
| 7.  | Australia       | 0 | 0 | 1 | 1     |
| 7.  | Szwajcaria      | 0 | 0 | 1 | 1     |